# Brunehamel
Brunehamel es una comuna francesa, situada en el departamento de Aisne, de la región de Alta Francia.

## Demografía
| 666 | 636 | 592 | 652 | 508 | 511 | 539 | 510 |
| Para los censos de 1962 a 1999 la población legal corresponde a la población sin duplicidades (Fuente: INSEE [Consultar]) |     |     |     |     |     |     |     |